# We're No Angels
We're No Angels (titulada No somos ángeles en Hispanoamérica y Nunca fuimos ángeles en España) es una película estadounidense estrenada en 1989, remake de una comedia de 1955 que protagonizaron Humphrey Bogart y Peter Ustinov. 
Fue dirigida por Neil Jordan y protagonizada por Robert De Niro, Sean Penn y Demi Moore. 

## Trama
En una prisión norteamericana cercana a la frontera con Canadá, un peligroso criminal está a punto de ser ejecutado. Pocos minutos antes, logra liberarse y escapa con dos compañeros. Rápidamente se organiza su búsqueda, pero a los reos les da tiempo a llegar a una pequeña ciudad fronteriza. Ambos piensan que lo mejor es pasar al otro lado, pero el asunto se complica cuando son confundidos con una pareja de sacerdotes de Arizona y recibidos con los brazos abiertos por la comunidad religiosa del lugar.

## Reparto
- Robert De Niro como Nedd.
- Sean Penn como Jim.
- Demi Moore como Molly.
- Hoyt Axton como el Padre Levesque.
- Bruno Kirby como Deputy.
- Ray McAnally como el alcaide de la prisión.
- James Russo como Bobby.
- Wallace Shawn como el traductor.
- John C. Reilly como el joven Monk John C.